# Julius Grill
Julius Friedrich Ludwig Grill, ab 1903 von Grill, (geb. 10. April 1840 in Gaildorf; gest. 10. September 1930 in Tübingen) war ein deutscher evangelischer Theologe, Indologe und Religionswissenschaftler.
Nach der Ausbildung im Theologischen Seminar Urach studierte Grill ab 1854 an der Universität Tübingen. 1862 wurde er Vikar in Wildbad, später in Pfaffenhofen (Württemberg). Als Repetent arbeitete er im Pensionat Heilbronn und ab 1867 im Tübinger Stift. 1869 wurde er Stadtvikar in Stuttgart und im folgenden Jahr Diakonus in Calw. 1873 wurde er aufgrund einer von Rudolf von Roth betreuten Arbeit in Orientalistik promoviert.
Er lehrte ab 1876 am evangelisch-theologischen Seminar in Maulbronn. 1880 wurde er an der Universität Jena zum Lic. theol. promoviert. Von 1888 bis zu seiner Emeritierung 1913 war er ordentlicher Professor für Altes Testament an der Evangelisch-Theologischen Fakultät in Tübingen. 1902/1903 amtierte er als Rektor der Universität.

## Auszeichnungen
- 1903: persönlicher Adel Ehrenkreuz des Ordens der Württembergischen Krone
- 1912: Kommenturkreuz 2. Klasse des Friedrichs-Ordens

## Schriften (Auswahl)
- Hundert Lieder des Atharva-Veda. Tübingen 1879 Digitalisat; Neuausgabe: Kohlhammer, Stuttgart 1888.
- Die Erzväter der Menschheit – ein Beitrag zur Grundlegung einer hebräischen Alterthumswissenschaft. Erste Abtheilung: Zur Methode der urgeschichtlichen Forschung. Die ersten Menschen. Fues's Verlag (R. Reisland), Leipzig 1875.
- Der achtundsechzigste Psalm. Mit besonderer Rücksicht auf seine alten Übersetzer und neueren Ausleger. H. Laup, Tübingen 1883.
- Zur Kritik der Komposition des Buchs Hiob. 1890.
- Untersuchungen über die Entstehung des vierten Evangeliums. Mohr, Tübingen.
  - Teil 1: Untersuchungen über die Entstehung des vierten Evangeliums. 1902
  - Teil 2: Das Mysterienevangelium des hellenisierten kleinasiatischen Christentums. 1923
- Die persische Mysterienreligion im römischen Reich und das Christentum. Mohr, Tübingen 1903.
- Das Primat des Petrus. Eine Untersuchung, Mohr, Tübingen 1904.
- Lao-tszes Buch vom höchsten Wesen und vom höchsten Gut. Mohr, Tübingen 1910.